# Julian Reid
Julian Reid (ur. 23 września 1988 w Kingston) – jamajski lekkoatleta specjalizujący się w trójskoku i skoku w dal. Od stycznia 2011 roku reprezentuje Wielką Brytanię.
Medalista CARIFTA Games oraz mistrzostw panamerykańskich juniorów (2007). 
Rok później odpadł w eliminacjach podczas mistrzostw świata w Berlinie, natomiast dwa lata później w Shenzhen został trzecim zawodnikiem Uniwersjady. Nie przebrnął przez eliminacje skoku w dal podczas europejskiego czempionatu w Helsinkach (2012). Bez powodzenia startował na kolejnych mistrzostwach Starego Kontynentu w Zurychu. Brązowy medalista mistrzostw Europy w Amsterdamie (2016).
Wielokrotny złoty medalista mistrzostw Jamajki i Wielkiej Brytanii.

## Osiągnięcia
| Rok                           | Impreza                                           | Miejsce               | Konkurencja           | Pozycja               | Wynik                 |
| Reprezentacja Jamajka         | Reprezentacja Jamajka                             | Reprezentacja Jamajka | Reprezentacja Jamajka | Reprezentacja Jamajka | Reprezentacja Jamajka |
| ----------------------------- | ------------------------------------------------- | --------------------- | --------------------- | --------------------- | --------------------- |
| 2005                          | Mistrzostwa świata juniorów młodszych             | Marrakesz             | skok w dal            | eliminacje            | 6,41                  |
| 2006                          | Mistrzostwa Ameryki Środkowej i Karaibów juniorów | Port-of-Spain         | skok wzwyż            | 5. miejsce            | 2,05                  |
| 2007                          | CARIFTA Games                                     | Providenciales        | skok wzwyż            | 2. miejsce            | 2,08                  |
| 2007                          | CARIFTA Games                                     | Providenciales        | skok w dal            | 1. miejsce            | 7,39                  |
| 2007                          | Mistrzostwa panamerykańskie juniorów              | São Paulo             | skok w dal            | 2. miejsce            | 7,55                  |
| 2007                          | Mistrzostwa panamerykańskie juniorów              | São Paulo             | trójskok              | 6. miejsce            | 15,11                 |
| 2008                          | Mistrzostwa Ameryki Środkowej i Karaibów          | Cali                  | skok w dal            | 4. miejsce            | 7,76                  |
| 2009                          | Mistrzostwa świata                                | Berlin                | trójskok              | el. – 27. miejsce     | 16,49                 |
| Reprezentacja Wielka Brytania |                                                   |                       |                       |                       |                       |
| 2011                          | Uniwersjada                                       | Shenzhen              | skok w dal            | 3. miejsce            | 7,96                  |
| 2011                          | Uniwersjada                                       | Shenzhen              | trójskok              | 5. miejsce            | 16,61                 |
| 2012                          | Mistrzostwa Europy                                | Helsinki              | skok w dal            | el. – 21. miejsce     | 7,73                  |
| 2014                          | Mistrzostwa Europy                                | Zurych                | trójskok              | el. – 13. miejsce     | 16,52                 |
| 2016                          | Mistrzostwa Europy                                | Amsterdam             | trójskok              | 3. miejsce            | 16,76                 |
| 2019                          | Halowe mistrzostwa Europy                         | Glasgow               | trójskok              | el. – 17. miejsce     | 15,93                 |

## Rekordy życiowe
- skok w dal (stadion) – 8,08 (17 lutego 2007, Kingston) / 8,18w (28 czerwca 2009, Kingston);
- skok w dal (hala) – 7,92 (14 marca 2008, Fayetteville);
- trójskok (stadion) – 16,98 (13 czerwca 2009, Fayetteville) / 17,10w (13 czerwca 2009, Fayetteville);
- trójskok (hala) – 16,87 (8 lutego 2014, Sheffield).